# Purpose
Purpose è il quarto album in studio del cantante canadese Justin Bieber, pubblicato il 13 novembre 2015 dalla Def Jam Recordings.
L'album ha esordito alla prima posizione nella Billboard 200, con 522 000 unità equivalenti vendute nella prima settimana, segnando il maggior numero di copie vendute dell'album da Bieber nella prima settimana di vendite.

## Descrizione
Si tratta del primo album in studio di Bieber dai tempi di Believe del 2012 e del primo pubblicato dalla Def Jam, dopo che il cantante ha sciolto il contratto firmato nel 2009 con la Island Records. Purpose vede quindi come produttore esecutivo Justin Bieber insieme ai DJ Skrillex e Diplo, a Benny Blanco e Rick Rubin.
Il titolo è stato scelto dal cantante in quanto sentiva di aver perso il suo scopo e sentiva che alla fine aveva recuperato il suo scopo: «La parola 'scopo' è così importante nella vita... Il mio scopo è ispirare le persone e usare la mia piattaforma per aiutare le persone». Come osservato da Patrick Hosken di MTV, nella copertina dell'album «Bieber è senza camicia e assume una posizione molto dignitosa, le mani si incontrano in una posa simile a una preghiera, con la testa rivolta verso il basso su ciò che giace sul suo busto: la parola Purpose, scritto nella stessa sceneggiatura che abbiamo visto per la prima volta la settimana in cui ha svelato il titolo».

## Promozione
Purpose è stato anticipato dal singolo What Do You Mean?, pubblicato il 28 agosto 2015 e che ha riscosso un notevole successo commerciale, piazzandosi primo nelle classifiche di 25 Paesi e diventando il più grande successo di Bieber. A seguire sono stati i singoli Sorry, I'll Show You e Love Yourself, pubblicati rispettivamente il 23 ottobre, il 2 novembre e il 9 dicembre.
Il 14 novembre 2015 Bieber ha pubblicato dei video musicali per ogni traccia dell'album attraverso Vevo, appartenenti a un progetti da lui intitolato Purpose: The Movement. Il progetto è stato considerato «una serie di vignette video per accompagnare le canzoni dell'album» e «quando vengono riprodotte in sequenza formano un film di danza di 30 minuti». Creati da Parris Goebel, amico di lunga data di Bieber, nessuno dei filmati mostrano il cantante canadese, bensì diverse apparizioni degli ospiti dell'album, come Big Sean, Halsey, Travis Scott, Skrillex e Diplo.
Purpose fu inizialmente vietato in vari paesi del Medio Oriente e in Indonesia a causa dei pesanti riferimenti cristiani della copertina, in particolare il tatuaggio a croce di Bieber e la sua posizione di preghiera, che erano considerati «troppo provocatori»; fu emessa pertanto una copertina alternativa per questi paesi, raffigurante Bieber in cima a una scogliera.
Il 9 marzo 2016 è iniziato da Seattle il Purpose World Tour, che ha visto Bieber esibirsi in tutto il mondo. L'ultima data si è tenuta a Londra il 2 luglio 2017.

## Accoglienza
Purpose ha ricevuto recensioni generalmente favorevoli da parte della critica specializzata, ottenendo un punteggio medio di 63 sul portale Metacritic. Scrivendo per la rivista Billboard, Kenneth Partridge, nella sua recensione di Purpose, lo ha lodato per «[poter vantare] una densa tavolozza di suoni electro-dance variegati e semplici». Allo stesso modo, Neil McCormick di The Daily Telegraph si è complimentato con l'album per essere «meno rivolto a un pubblico mainstream» in quanto un «eccentrico e suggestivo intreccio elettro R&B con suoni fantascientifici e campionamenti vocali insoliti». Ha sostenuto che questo suono «focalizza l'attenzione sul canto morbido, flessibile e seducente della star» e ha concluso che «nonostante la presenza della stella EDM, Skrillex tra i titoli di coda, si esercita una moderata moderazione in tutto il mondo».

## Tracce
1. Mark My Words – 2:14 (Justin Bieber, Jason Boyd, Michael Tucker, B. Oden)
2. I'll Show You – 3:19 (Justin Bieber, Michael Tucker, Josh Gudwin, Sonny Moore, Theron Feemster)
3. What Do You Mean? – 3:25 (Justin Bieber, Jason Boyd, Mason Levy)
4. Sorry – 3:20 (Justin Bieber, Michael Tucker, Sonny Moore, Julia Michaels, Justin Tranter)
5. Love Yourself – 3:53 (Justin Bieber, Ed Sheeran, Benjamin Levin)
6. Company – 3:28 (Justin Bieber, Jason Boyd, James Abrahart, Andreas Schuller, Thomas Troelsen, James Wong, Leroy Clampitt)
7. No Pressure (featuring Big Sean) – 4:46 (Justin Bieber, Jason Boyd, Robin Weisse, Sean Anderson, The Audibles)
8. No Sense (featuring Travis Scott) – 4:35 (Justin Bieber, Scott "CkD" Cooper)
9. The Feeling (featuring Halsey) – 4:04 (Justin Bieber, Julia Michaels, Sonny Moore, Clarence Coffee, Jr., Sarah Hudson, Ian Kirkpatrick)
10. Life Is Worth Living – 3:54 (Justin Bieber, Jason Boyd, Mark "The Mogul" Jackson)
11. Where Are Ü Now (with Skrillex and Diplo) – 4:02 (Justin Bieber, Jason Boyd, Sonny Moore, Thomas Wesley Pentz, Karl Rubin Brutus, Jordan Ware)
12. Children – 3:43 (Justin Bieber, Jason Boyd, Sonny Moore, Brandon Green, Nico Stadi)
13. Purpose – 3:30 (Justin Bieber, Jason Boyd, Stephen Philibin, Eben Wares, Jeremy Snyder, Scooter Braun)

Traccia bonus nell'edizione di iTunes
1. What Do You Mean? (Remix with Ariana Grande) – 3:24 (Justin Bieber, Jason Boyd, Mason Levy)

Tracce bonus nell'edizione deluxe
1. Been You – 3:19 (Justin Bieber, Jason Boyd, Brandon Green, Josh Abraham, Oliver Goldstein
Saul Alexander Castillo Vasquez)
2. Get Used to It – 3:58 (Justin Bieber, Jason Boyd, Jason Abraham, Nico Stadi, Josh Gudwin, Castillo Vasquez, Ely Weisfield)
3. We Are (featuring Nas) – 3:22 (Andre Harris, Donovan Knight, Nasir Jones)
4. Trust – 3:23 (Justin Bieber, Jason Boyd, Mark "The Mogul" Jackson)
5. All in It – 3:51 (Justin Bieber, Jason Boyd, Mark "The Mogul" Jackson, Mason Levy, Josh Gudwin)

Contenuto bonus nell'edizione giapponese
- CD

1. Hit the Ground – 3:48 (Justin Bieber, Jason Boyd, Michael Tucker, Sonny Moore, Andrew Watt, Louis Bell, Brian Lee)
2. The Most – 3:20 (Justin Bieber, Jason Boyd, Rick Rubin, Robin Weisse, Jordan Ware, Wallace Joseph)
3. Home to Mama (featuring Cody Simpson) – 3:23 (Justin Bieber, Andrew Watt, Josh Gudwin, Cody Simpson, Sam Hook, Tom Strahle)

- DVD

1. What Do You Mean? (Music Video) (Justin Bieber, Jason Boyd, Mason Levy)
2. What Do You Mean? (Lyrics Video) (Justin Bieber, Jason Boyd, Mason Levy)

## Successo commerciale
Purpose ha debuttato direttamente in vetta alla Billboard 200 con 649 000 unità equivalenti vendute la prima settimana dalla pubblicazione e diventando il sesto album di Bieber ad esordire in tale posizione. Nella sua seconda settimana di permanenza, Purpose ha fatturato altre 290 000 copie digitali, con il 55% in meno rispetto alla settimana precedente, ma riuscendo comunque a mantenere la prima posizione; a gennaio 2016, l'album ha venduto oltre 1 329 000 copie sul suolo statunitense.
Nel Regno Unito Purpose ha esordito in seconda posizione nella Official Albums Chart con una vendita di 90 596 copie. Al termine del 2015 l'album è risultato essere il quinto album più venduto nel Regno Unito con un totale di oltre 645 000 copie vendute.

## Classifiche

### Classifiche settimanali
| Classifica (2015) | Posizione massima |
| ----------------- | ----------------- |
| Argentina         | 1                 |
| Australia         | 1                 |
| Austria           | 3                 |
| Belgio (Fiandre)  | 2                 |
| Belgio (Vallonia) | 6                 |
| Brasile           | 1                 |
| Canada            | 1                 |
| Croazia           | 2                 |
| Danimarca         | 1                 |
| Finlandia         | 4                 |
| Francia           | 8                 |
| Germania          | 3                 |
| Irlanda           | 1                 |
| Italia            | 2                 |
| Messico           | 1                 |
| Norvegia          | 1                 |
| Nuova Zelanda     | 1                 |
| Paesi Bassi       | 1                 |
| Portogallo        | 2                 |
| Regno Unito       | 2                 |
| Repubblica Ceca   | 5                 |
| Spagna            | 2                 |
| Stati Uniti       | 1                 |
| Svezia            | 1                 |
| Svizzera          | 1                 |
| Ungheria          | 10                |

### Classifiche di fine anno
| Classifica (2015) | Posizione |
| ----------------- | --------- |
| Islanda           | 43        |
| Classifica (2016) | Posizione |
| Islanda           | 3         |
| Classifica (2017) | Posizione |
| Croazia           | 37        |
| Islanda           | 30        |
| Classifica (2018) | Posizione |
| Islanda           | 85        |
| Classifica (2020) | Posizione |
| Belgio (Fiandre)  | 168       |
| Danimarca         | 55        |
| Classifica (2021) | Posizione |
| Danimarca         | 58        |
| Classifica (2022) | Posizione |
| Danimarca         | 75        |
| Classifica (2024) | Posizione |
| Portogallo        | 159       |

### Classifiche di fine decennio
| Classifica (2010-19) | Posizione |
| -------------------- | --------- |
| Paesi Bassi          | 7         |